# Claiborne Parish
Das Claiborne Parish (frz.: Paroisse de Claiborne) ist ein Parish im Bundesstaat Louisiana der Vereinigten Staaten. Bei der Volkszählung im Jahr 2020 hatte das Parish 14.170 Einwohner und eine Bevölkerungsdichte von 7,3 Einwohnern pro Quadratkilometer. Der Verwaltungssitz (Parish Seat) ist Homer, benannt nach dem griechischen Dichter Homer.

## Geographie
Das Parish liegt im Norden von Louisiana, grenzt an Arkansas, ist im Westen etwa 100 km von Texas entfernt und hat eine Fläche von 1988 Quadratkilometern, wovon 33 Quadratkilometer Wasserfläche sind. Es grenzt an folgende Parishes und Countys:
| Columbia County (Arkansas) |                  | Union County (Arkansas) |
| Webster Parish             |                  | Union Parish            |
|                            | Bienville Parish | Lincoln Parish          |

## Geschichte
Das Claiborne Parish wurde 1828 aus Teilen des Natchitoches Parish gebildet. Benannt wurde es nach William C. C. Claiborne, dem ersten Gouverneur von Louisiana.
Zehn Bauwerke und Stätten des Countys sind im National Register of Historic Places eingetragen (Stand 23. Oktober 2017).

## Demografische Daten

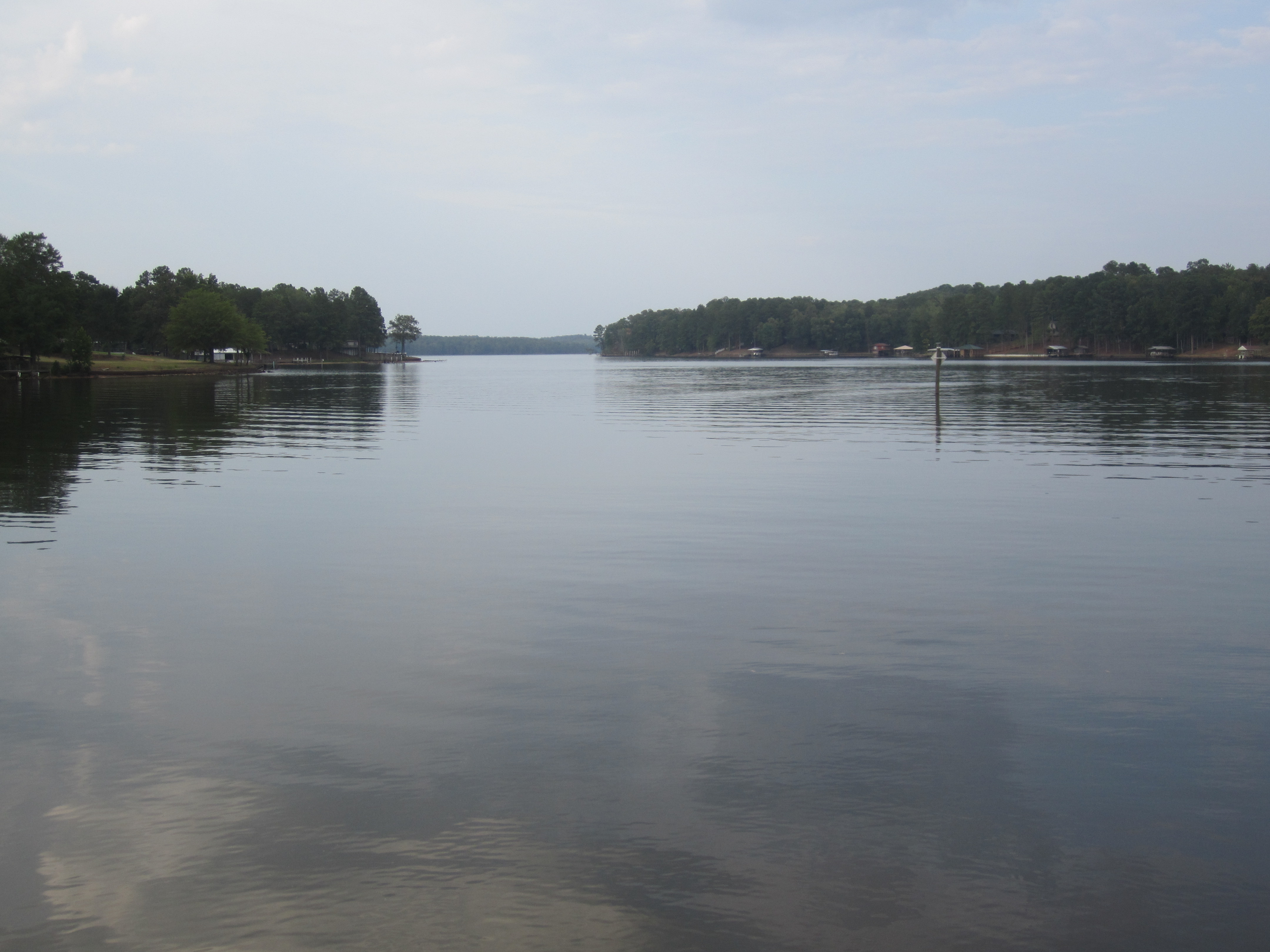
Der Lake Claiborne

Nach der Volkszählung im Jahr 2000 lebten im Claiborne Parish 16.851 Menschen in 6.270 Haushalten und 4.338 Familien. Die Bevölkerungsdichte betrug 9 Einwohner pro Quadratkilometer. Ethnisch betrachtet setzte sich die Bevölkerung zusammen aus 51,80 Prozent Weißen, 47,37 Prozent Afroamerikanern, 0,14 Prozent amerikanischen Ureinwohnern, 0,10 Prozent Asiaten, 0,03 Prozent Bewohnern aus dem pazifischen Inselraum und 0,08 Prozent aus anderen ethnischen Gruppen; 0,48 Prozent stammten von zwei oder mehr Ethnien ab. 0,76 Prozent der Bevölkerung waren spanischer oder lateinamerikanischer Abstammung, die verschiedenen der genannten Gruppen angehörten.
Von den 6.270 Haushalten hatten 29,7 Prozent Kinder und Jugendliche unter 18 Jahre, die bei ihnen lebten. 47,1 Prozent waren verheiratete, zusammenlebende Paare, 17,6 Prozent waren allein erziehende Mütter, 30,8 Prozent waren keine Familien, 28,5 Prozent waren Singlehaushalte und in 14,8 Prozent lebten Menschen im Alter von 65 Jahren oder darüber. Die Durchschnittshaushaltsgröße betrug 2,50 und die durchschnittliche Familiengröße lag bei 3,07 Personen.
Auf das gesamte Parish bezogen setzte sich die Bevölkerung zusammen aus 25,6 Prozent Einwohnern unter 18 Jahren, 8,0 Prozent zwischen 18 und 24 Jahren, 26,9 Prozent zwischen 25 und 44 Jahren, 22,3 Prozent zwischen 45 und 64 Jahren und 17,3 Prozent waren 65 Jahre alt oder darüber. Das Durchschnittsalter betrug 38 Jahre. Auf 100 weibliche kamen statistisch99,8 männliche Personen. Auf 100 Frauen im Alter von 18 Jahren oder darüber kamen 98,4 Männer.
Das jährliche Durchschnittseinkommen eines Haushalts betrug 25.344 USD, das Durchschnittseinkommen der Familien betrug 32.225 USD. Männer hatten ein Durchschnittseinkommen von 29.161 USD, Frauen 20.102 USD. Das Prokopfeinkommen betrug 13.825 USD. 21,4 Prozent der Familien 26,5 Prozent der Bevölkerung lebten unterhalb der Armutsgrenze. Davon waren 36,3 Prozent Kinder oder Jugendliche unter 18 Jahre und 23,2 Prozent waren Menschen über 65 Jahre.

## Orte im Parish
- Antioch
- Arizona
- Athens
- Aycock
- Blackburn
- Colquitt
- Darley
- Dykesville
- Gordon
- Haynesville
- Homer
- Hurricane
- Junction City1
- Langston
- Lisbon
- Mahan
- Marsalis
- McKenzie
- Millerton
- Mulnix
- Oaks
- Old Athens
- Point Pleasant
- Ruple
- Scottsville
- Sharon
- Spring Lake
- Sugar Creek
- Summerfield
- Tulip
- Weldon

1 – teilweise im Union Parish